# О том, как был исцелён инок Еразм
«О блаженном старце Памве Нересте, о нарочитой премудрости его, о многих происшедших чудесных знамениях с ним и о том, как был исцелён инок Еразм» (сокращённые варианты названия «О том, как был исцелён инок Еразм» или «О том, как был исцелён отрок Еразм») — рассказ Евгения Замятина, написанный в 1920 году.

## Сюжет
Блаженный старец Памва исцеляет от бесплодия некую женщину, взяв с неё обещание отдать первенца к нему в монастырь на послушание. Спустя годы женщина приводит к нему своего сына — золотоволосого отрока по имени Еразм. Мальчик остаётся прислуживать старцу, проявляя исключительные личные качества, заставляющие старца задуматься об их божественном либо, наоборот, дьявольском происхождении; на всём протяжении пребывания юного инока в монастыре к нему проявляют особый интерес в изобилии окружающие монастырь бесы. Так, когда Еразм читает монастырской братии главу из Песни песней, то сам остаётся чист и невинен, а вся братия соблазняется плотским вожделением. После этого Памва затворяет Еразма в келье и поручает ему занятия иконописью. Однако по заказу ещё одной женщины, также исцелённой старцем, Еразму предстоит написать житие Марии Египетской. 
Ознакомившись с житием, Еразм пишет весьма вдохновенную икону, однако изображает Марию с мужским телом, поскольку не знает, как выглядит женское. Узнав о неполноте своих знаний, Еразм истово молится о том, чтобы ему позволено было успешно завершить работу, после чего прямо в его келье ему является женщина, называющая себя святой Марией Египетской, и предлагает юноше познать её, чтобы потом с успехом выполнить своё послушание. Еразм с восторгом повинуется, но при появлении Памвы женщина исчезает; Еразм успел осмотреть и ощупать всё её тело, кроме самого сокровенного места, — но это место, говорит Еразму Памва, для написания иконы не потребуется. Вдохновлённый, Еразм пишет серию икон, изображающих различные эпизоды из жизни Марии Египетской. Когда работа окончена, Памва оказывается в отлучке, и Еразм показывает написанное монаху Сампсону, который приносит пищу в его келью. Сампсон приходит в неистовство, которое передаётся всей братии: монахи и послушники открывают двери монастыря, приглашают в него женщин и предаются неостановимому блуду — все, кроме самого Еразма, который остаётся в келье и нестерпимо томится от незнания последней тайны женского тела. 
Вернувшийся Памва принимает решение: «Спусти стрелу, и ослабнет тетива, и уже не будет более смертоносен лук». По его молитве вновь возникает женщина, являвшаяся Еразму, и старец предлагает отроку завершить познание. После этого бесы перестали преследовать Еразма, а память о случившемся в монастыре непотребстве Памва чудотворным образом изгладил из всех его участников. В последнем предложении рассказа выясняется, что вся эта история записана, по благословению Памвы, неким схимником Иннокентием в поучение будущим игуменам монастыря, обычным же монахам читать её запрещено.

## Публикации

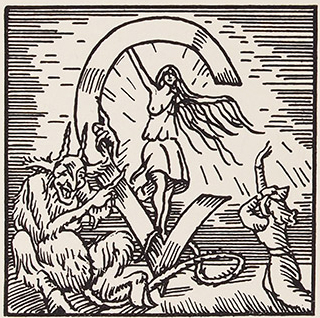
Иллюстрация Бориса Кустодиева с первой страницы издания 1922 года

Рассказ был впервые опубликован в 1922 году отдельным изданием в берлинском издательстве «Петрополис». Книга вышла тиражом 1000 нумерованных экземпляров, с многочисленными иллюстрациями Бориса Кустодиева. По словам самого Замятина, «Задача для художника здесь была очень трудная. Речь шла, конечно, не о примитивной, откровенной эротике, вроде известных работ Сомова: нужно было в иллюстрациях дать то, что текст давал только между строк, только в намёках, в образах. И эта как будто неразрешимая задача была решена Кустодиевым с удивительным изяществом, с удивительным тактом — и добавлю ещё одно: с большим чувством юмора».
В 1924 году рассказ был опубликован в СССР в журнале «Русский современник» (№ 4, с. 43—55). В 1927 году он вошёл в сборник Замятина «Нечестивые рассказы», в 1929 был опубликован в 4-м томе собрания сочинений писателя, после чего не переиздавался в СССР до 1989 года, когда берлинское издание 1922 года было воспроизведено репринтным способом в московском издательстве «Книга».

## Анализ
В рассказе Замятина в первую очередь обращает на себя стилизованный язык: ещё Юрий Анненков отмечал, что «искуснейше написанное Замятиным „Сказание об Иноке Еразме“ можно было бы принять за произведение протопопа Аввакума». Г. Ю. Завгородняя указывает на то, что и в жанровом отношении Замятин в этом рассказе следует канонам жития в древнерусской литературе, выворачивая, однако, некоторые житийные сюжетные элементы наизнанку.
Британский литературовед Филип Кавендиш усматривает в рассказе Замятина ещё один смысловой слой, указывая на то, что Замятин работал над ним одновременно с чтением лекций о литературном творчестве в петроградском Доме искусств (который Анатолий Луначарский, критикуя не вполне советские установки этого учреждения, сравнивал с монастырём), так что в истории отношений между старцем-учителем Памвой и его подопечными, включая одного особенно одарённого, могут быть иронически зашифрованы отношения между старшим литератором и его молодыми учениками (среди которых был, например, Михаил Зощенко).

## Переводы
Сербский перевод Петара Вуйичича вошёл в «Антологию русской фантастики», изданную в Белграде в 1966 г.
Английский перевод Мирры Гинзбург опубликован в 1975 г. в составленном и переведённом ею сборнике Замятина «The Dragon And Other Stories» (с англ. — «Дракон и другие рассказы»).